# Johann Friedrich Herbart
Johann Friedrich Herbart, Jan Fryderyk Herbart (ur. 4 maja 1776 w Oldenburgu, zm. 14 sierpnia 1841 w Getyndze) – niemiecki filozof, psycholog i pedagog. Twórca pedagogiki naukowej.

## Życiorys
Johann Friedrich Herbart był synem radcy prawnego Thomasa Gerharda Herbarta i jego żony Lucie Margarete z domu Schütte. Jako dziecko uległ wypadkowi – wpadł do beczki z wrzątkiem, i ze względu na związane z tym problemy zdrowotne do trzynastego roku życia nie chodził do szkoły, pobierając prywatne lekcje w domu. W latach 1788–1794 uczęszczał do gimnazjum w Oldenburgu. Opanował grę na fortepianie i na wiolonczeli.
Od 1794 do 1797 studiował filozofię. Wcześnie zaznajomił się z filozofią Wolffa i Kanta. W Jenie studiował u Johanna Gottlieba Fichtego. W tym okresie należał do organizacji Bund der Freien Männer, której członkami byli m.in. Johann Smidt, Johann Georg Rist, August Ludwig Hülsen, Johann Erich von Berger.
W latach 1797–1800 był nauczycielem domowym trzech synów szwajcarskiej rodziny Steigerów. Zamieszkał w Bernie, gdzie zapoznał się u Pestalozziego z jego pedagogiką. Na życzenie matki zrezygnował z pracy, powrócił do Niemiec i zatrzymał się u Smidta w Bremie, gdzie przebywał w latach 1800–1802.
W 1802, po obronie pracy doktorskiej i habilitacyjnej, został wykładowcą na uniwersytecie w Getyndze, a w 1805, jako profesor nadzwyczajny, objął tam katedrę filozofii. W 1809, jako profesor zwyczajny objął po Kancie katedrę filozofii na uniwersytecie w Królewcu i utworzył seminarium pedagogiczne dla nauczycieli. W 1833 powrócił do Getyngi po tym, jak odmówiono mu katedry po zmarłym Heglu w Berlinie – w konserwatywnych Prusach jego poglądy uważano za zbyt liberalne.

## Poglądy
Na jego filozofię składał się realizm epistemologiczny  w metafizyce (zob. realizm w filozofii, realizm metafizyczny) oraz intelektualizm (zob. intelektualizm etyczny). Pedagogika stała się domeną całej jego pracy filozoficznej i starał się jej nadać ściśle naukowy charakter. Bywa nazywany „ojcem naukowej pedagogiki”. Do psychologii wprowadził termin „apercepcja”.

### Filozofia
Filozofia Herbarta oznacza cofnięcie zasadniczego poglądu Kanta do metafizycznego realizmu. „Rzecz sama w sobie” nie jest pojęciem granicznym, ale czymś realnym. Pojęcie jednej rzeczy, obdarzonej wieloma przymiotami, prowadzi z konieczności do przyjęcia wielości prostych, rzeczywistych rzeczy, których połączenie tworzy dopiero ten przedmiot, jaki nam się objawia. Przedmiot jest kompleksem monad, tzn. pojedynczych substancji. Również jaźń, dusza, jest taką monadą wieczną i niezniszczalną. Przedstawienie i uczucie powstaje jako skutek konfliktu, zderzenia monady duchowej z innymi monadami. Świadomość jest sumą stosunków, jakie łączą duszę z innymi monadami. Ruch przedstawień istniejących w duszy można zatem obliczyć na podstawie zasad mechaniki; w ten sposób metoda matematyczna ma zastosowanie w psychologii.

### Etyka
Etyka według Herbarta jest estetyką, tzn. nauką o moralnym smaku.

### Pedagogika
Według Herbarta pedagogika opiera się na etyce i psychologii. Zadanie wychowania polega na ukształtowaniu woli i charakteru oraz na obudzeniu w człowieku szerokich zainteresowań. Etyka wyznacza i uzasadnia cele wychowania a psychologia uzasadnia środki do osiągnięcia celu. Środki te to:
1. Regierung – karność (utrzymanie w karności dopuszcza kary cielesne).
2. Nauczanie wychowujące (nauczanie wychowujące ma oprócz wiedzy budować charakter).

Wszelkie przejawy życia psychicznego takie jak uczucia czy wola pochodzą od wyobrażeń. Nauczanie to tworzenie wyobrażeń u wychowanka przez co formuje się osobowość i charakter.

### Pięć idei moralnych Herbarta
1. Idea wewnętrznej wolności – zawsze uznajemy zgodność naszej woli z naszymi przekonaniami i przeżywamy tę zgodność pozytywnie.
2. Idea moralności – za cechę pozytywną uznajemy silną wolę w odróżnieniu od słabej, chwiejnej, jest treścią idei doskonałości.
3. Idea życzliwości – uznajemy zgodność woli własnej z wolą innych.
4. Idea prawa – niezgodność woli, która rodzi walkę, spory, może być usunięta na zasadzie uznawania praw.
5. Idea słuszności – łamanie prawa prowadzącego do przykrości i krzywdy innych.

Idea wewnętrznej wolności i idea życzliwości odnosi się do własnego ja, a pozostałe idee do relacji z innymi.

## Dzieła
- Johann Friedrich Herbart: Pestalozzis Idee eines Abc der Anschauung (Zbadane i naukowo wywiedzione abecadło poglądowości według pomysłu Pestalozziego). Göttingen. (niem.). Brak numerów stron w książce (1802 i 1804)
- Johann Friedrich Herbart: Kurze Darstellung eines Plans zu philosophischen Vorlesungen. 1804. [dostęp 2009-08-23]. (niem.). Brak numerów stron w książce
- Johann Friedrich Herbart: De Platonici systematis fundamento. (łac.). Brak numerów stron w książce (1805)
- Johann Friedrich Herbart: Allgemenine Pädagogik. (niem.). Brak numerów stron w książce (1806) („Pedagogika ogólna z celu wychowania wysnuta”)
- Johann Friedrich Herbart: Ueber philosophisches studium. H. Dieterich, 1807. [dostęp 2009-08-23]. (niem.). Brak numerów stron w książce (1807)
- Johann Friedrich Herbart: Hauptpunkte der Logik und Metaphysik. Justus Friedrich Danckwerts, 1808. [dostęp 2009-08-23]. (niem.). Brak numerów stron w książce (1808)
- Johann Friedrich Herbart: Allgemeine praktische Philosophie. [dostęp 2009-08-23]. (niem.). Brak numerów stron w książce (1808)
- Johann Friedrich Herbart: Theoriae de attractione elementorum principia metaphysica. (łac.). Brak numerów stron w książce (1812)
- Johann Friedrich Herbart: Über meinen Streit mit der Modephilosophie dieser Zeit. W. Unzer, 1814. [dostęp 2009-08-23]. (niem.). Brak numerów stron w książce (1814)
- Johann Friedrich Herbart: Lehrbuch zur Einleitung in die Philosophie. Wyd. 4. Unzer, 1837. [dostęp 2009-08-23]. (niem.). Brak numerów stron w książce (1815)
- Johann Friedrich Herbart: Lehrbuch zur Psychologie. (niem.). Brak numerów stron w książce (1816)
- Johann Friedrich Herbart: Gespräche über das Böse. August Wilhelm Unzer. [dostęp 2009-08-23]. (niem.). Brak numerów stron w książce (1816)
- Johann Friedrich Herbart: Pädagogisches Gutachten über Schulklassen. (niem.). Brak numerów stron w książce (1818)
- Johann Friedrich Herbart: De attentionis mensura causisque primariis: Psychologiae principia statica et mechanica .... Borntraeger, 1822. [dostęp 2009-08-23]. (łac.). Brak numerów stron w książce (1822)
- Johann Friedrich Herbart: Über die Möglichkeit und Notwendigkeit, Mathematik auf Psychologie anzuwenden. Gebr. Bornträger, 1822. [dostęp 2009-08-23]. (niem.). Brak numerów stron w książce (1822)
- Johann Friedrich Herbart: Psychologie als Wissenschaft, neu gegruendet auf Ehrfahrung, Metaphysik und Mathematik. A. W. Unzer, 1825. [dostęp 2009-08-23]. (niem.). Brak numerów stron w książce (1824–1825)
- Johann Friedrich Herbart: Allgemeine Metaphysik nebst den Anfängen der philosophischen Naturlehre. 1829. [dostęp 2009-08-23]. (niem.). Brak numerów stron w książce (1828)
- Johann Friedrich Herbart: Kurze Enzyklopädie der Philosophie aus praktischen Gesichtspunkten entworfen. Schwetschke, 1831. (niem.). Brak numerów stron w książce (1831)
- De principio logico exclusi medii inter contradictoria non negligendo: Commentatio qua ad audiendam orationem ... philosophiae professionem ordinariam in Academia Georgia Augusta rite capessiturus. Dieterich. [dostęp 2009-08-23]. (łac.). Brak numerów stron w książce
- Umriß pädagogischer Vorlesungen. Dietrich, 1835. [dostęp 2009-08-23]. (niem.). Brak numerów stron w książce (1835) („Zarys wykładów pedagogicznych”)
- Johann Friedrich Herbart, Friedrich Conrad Griepenkerl: Zur lehre von der freiheit des menschlichen willens: Briefe an Herrn Professor Griepenkerl, von Herbart. Dieterich, 1836. [dostęp 2009-08-23]. (niem.). Brak numerów stron w książce (1836)
- Analytische Beleuchtung des Naturrechts und der Moral: zum Gebrauch beym Vortrage der praktischen Philosophie. Dietrich, 1836. [dostęp 2009-08-23]. (niem.). Brak numerów stron w książce
- Johann Friedrich Herbart: Psychologische Untersuchungen. Dietrich, 1840. [dostęp 2009-08-23]. (niem.). Brak numerów stron w książce
- Johann Friedrich Herbart, Gustav Hartenstein: Kleinere philosophische Schriften und Abhandlungen, nebst dessen wissenschaftlichem Nachlasse. Brockhaus, 1843. [dostęp 2009-08-23]. (niem.). Brak numerów stron w książce
- Johann Friedrich Herbart: Sämtliche Werke in chronologischer Reihenfolge. (niem.). Brak numerów stron w książce (dzieła zebrane, 1887–1912)

## Międzynarodowe Towarzystwo Herbarta
W 2001 powstało w Oldenburgu Międzynarodowe Towarzystwo Herbarta (niem. Internationale Herbart-Gesellschaft), liczące około czterdziestu członków. Celem stowarzyszenia jest wspieranie badań nad herbartanizmem, wydawanie publikacji oraz nagradzanie wybitnych osiągnięć naukowych.